# Holland's Next Top Model, seizoen 5
Het vijfde seizoen van Holland's Next Top Model (HNTM), een Nederlands realityprogramma van RTL 5, startte op 5 september 2011 en telde 11 afleveringen.
Na vier seizoenen van Holland's Next Top Model besloot RTL in 2009 samen met België een reeks te produceren. Na twee succesvolle seizoenen Benelux' Next Top Model werd er in 2011 weer een nieuw seizoen Holland's Next Top Model aangekondigd. Op 9 mei 2011 werd bekendgemaakt dat er geen derde seizoen van Benelux' Next Top Model zou komen. De Vlamingen zouden met een derde reeks van Topmodel komen.
Voor het reboot-seizoen is het format weer teruggebracht naar dat van het eerste seizoen. Er zijn vier juryleden, bestaande uit hoofdjurylid Daphne Deckers, fotograaf Paul Berends, model en catwalkcoach Mariana Verkerk en stylist Bastiaan van Schaik. Elke aflevering zal er een gast-jurylid in het panel plaatsnemen. De modellen krijgen steun van coach Fred van Leer.
De winnares was de 19-jarige Tamara Slijkhuis uit Apeldoorn. Haar prijzenpakket bestond uit een modellencontract bij Touché Models ter waarde van 75.000 euro, een auto en gezichtsbepalende campagnes van Max Factor en Zalando. Een maand na haar overwinning staat Slijkhuis nog niet aangeschreven op de officiële website van Touché Models als een van de modellen. Wel is finalist Michelle Zwolferink inmiddels onder contract bij Touché Models, maar staat wel op de site aangeboden als model. Één dag nadat bekend werd gemaakt dat Zwolferink een contract heeft bij Touché Models en gepresenteerd werd op de site, stond Slijkhuis ook vernoemd op de site als een van de modellen. In de eerste week van januari bleek ook runner-up Elise een modellencontract te hebben getekend bij Touché Models.
Ook werd tijdens dit seizoen een online modellencontest gehouden. Elk willekeurig meisje kon zich opgeven door een foto op te sturen. De jury koos dan voor het beste model, dat een professionele fotoshoot mocht doen en als VIP aanwezig mocht zijn tijdens de finale. Uiteindelijk won Luca Schoonheijt, het zusje van Alix Schoonheijt finalist Benelux' Next Top Model, seizoen 2, deze contest.

## Modellen
| Naam               | Plaats    |  | Naam                           | Plaats       |
| ------------------ | --------- |  | ------------------------------ | ------------ |
| Tamara Slijkhuis   | Winnaar   |  | Claudia Makiadi van der Driest | 9            |
| Elise Winklaar     | Runner-up |  | Tirza Tjon Kwan Paw            | 10           |
| Riquelle Pals      | 3         |  | Jildis Deumens                 | 11 (gestopt) |
| Michelle Zwoferink | 4         |  | Jellena van Mill               | 12           |
| Nancy Halsema      | 5         |  | Gésanne Jongman                | 13           |
| Mieke Rozeman      | 6         |  | Sonja Kester                   | 14           |
| Mandy Engels       | 7         |  | Leontine Sijtsma               | 15           |
| Roxanne Wassmer    | 8         |  |                                |              |

## Jury en coaches

### Jury
- Daphne Deckers - Host en juryvoorzitter
- Paul Berends - Jurylid en fotograaf
- Mariana Verkerk - Jurylid en catwalkcoach
- Bastiaan van Schaik - Jurylid en stylist

### Coaches
- Fred van Leer - Styling
- Marie-Sophie Steenaert - Make-upartist
- Mariëlle Bastiaansen - Hairstylist